# Protomystides bidentata
Protomystides bidentata är en ringmaskart som beskrevs av Lagerhans. Protomystides bidentata ingår i släktet Protomystides och familjen Phyllodocidae.
Artens utbredningsområde är Mexikanska golfen. Inga underarter finns listade i Catalogue of Life.